# Brevipalpus ardesiae
Brevipalpus ardesiae är en spindeldjursart som beskrevs av De Leon 1961. Brevipalpus ardesiae ingår i släktet Brevipalpus och familjen Tenuipalpidae. Inga underarter finns listade.